# Херцфелд (Ајфел)
Херцфелд (њем. Herzfeld) општина је у њемачкој савезној држави Рајна-Палатинат. Једно је од 235 општинских средишта округа Ајфелкрајс Битбург-Прим. Према процјени из 2010. у општини је живјело 38 становника. Посједује регионалну шифру (AGS) 7232240.

## Географски и демографски подаци
Херцфелд се налази у савезној држави Рајна-Палатинат у округу Ајфелкрајс Битбург-Прим. Општина се налази на надморској висини од 499 метара. Површина општине износи 2,7 km². У самом мјесту је, према процјени из 2010. године, живјело 38 становника. Просјечна густина становништва износи 14 становника/km².